# Semibugri
Semibugri (en rus: Семибугры) és un poble de l'óblast d'Astracan, a Rússia, segons el cens del 2010 tenia 1.778 habitants.